# Canaletto

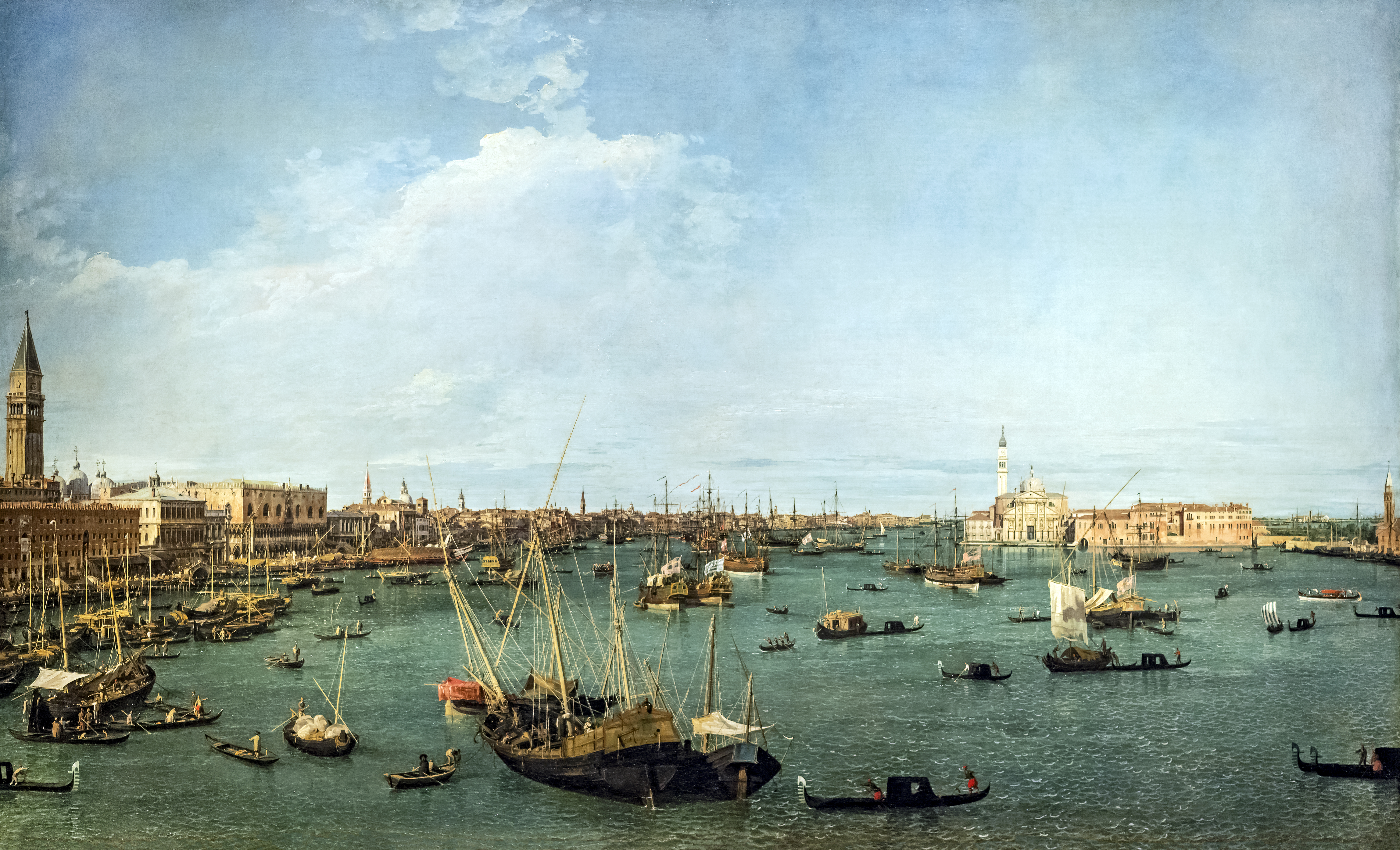

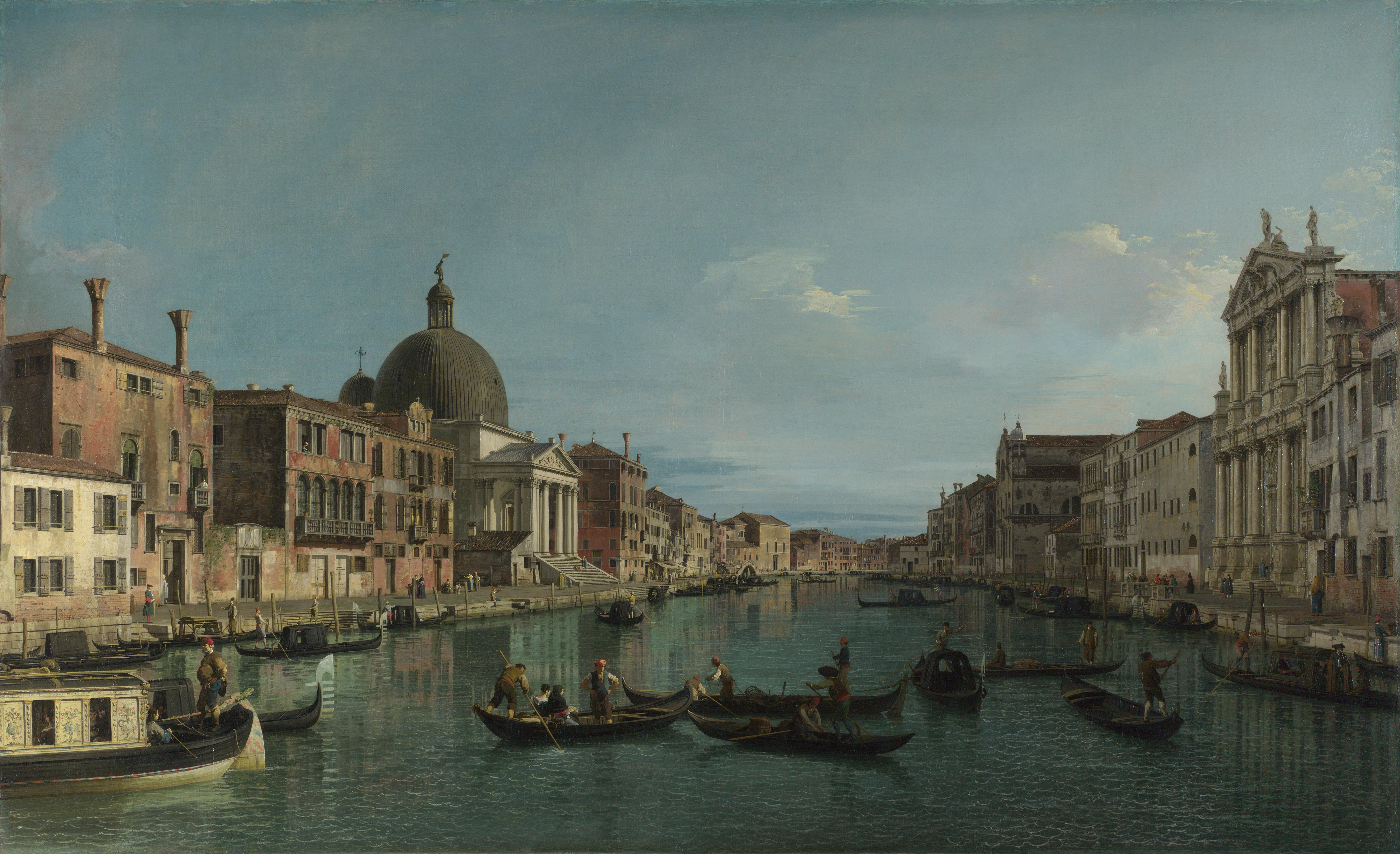

Canaletto (Veneza, 17 de outubro de 1697 – idem, 19 de abril de 1768), de seu verdadeiro nome Giovanni Antonio Canal foi um artista famoso pelas suas paisagens urbanas de Veneza, daí o nome Canaletto. Em 1746 mudou-se para Londres, onde se dedicou a pintar paisagens inglesas.

## Biografia
Também se conhece como Canaletto o pintor Bernardo Bellotto, seu sobrinho.
Pintor italiano nascido em Veneza, famoso por retratar a atmosfera própria de Veneza sob o ângulo barroco, captando a visão de suas ruas e canais, envoltos em luzes e sombras. Recebeu sua formação com o pai, o pintor e cenógrafo Bernardo Canal, e estudou com o paisagista Luca Carlevaris.
Mudou-se para Roma (1719) onde fez numerosos desenhos de ruínas e monumentos e diversos cenários para as óperas de Alexandre Scarlatti. Entrou em contato com pintores como Gian Paolo Pannini, perito em perspectivas, e o flamengo Gaspar van Wittel, paisagista precursor de temas panorâmicos e voltou para Veneza onde passou a trabalhar pintando panoramas da cidade sob encomendas. Demonstrando um esplêndido tratamento das luzes e sombras e de seu perfeito domínio da perspectiva, em um estilo mais objetivo do que o de seu rival, o pintor italiano Francesco Guardi. Passou a usar a câmara escura (1730), um instrumento óptico que permitia a passagem dos raios solares por uma lente e refletia a imagem que se queria pintar, como base de suas obras. Conseguiu assim mais precisão no desenho, mais luminosidade e um contraste mais brilhante entre as cores. Foi nessa época que iniciou os famosos capricci, composições formadas por elementos arquitetônicos reconhecíveis sobre um fundo imaginário.
Morou na Inglaterra (1746-1755), onde o cônsul inglês em Veneza, Joseph Smith, apresentou o artista a importantes clientes que desejavam paisagens de Veneza como recordação de viagem. Na Inglaterra pintou paisagens urbanas e rurais, especialmente de Londres, Oxford e Windsor.
De volta a Veneza (1763), ingressou na Academia de Belas-Artes, da qual foi membro até sua morte e entre seus principais discípulos destacou-se seu sobrinho Bernardo Bellotto.

## Ver Também
- Rococó na Itália
- Pintura da Itália
- Pintura do Rococó
- Rococó
- História da Pintura